# Czarnocin (Łódź)
Czarnocin è un comune rurale polacco del distretto di Piotrków, nel voivodato di Łódź.
Ricopre una superficie di 72,74 km² e nel 2004 contava 4 104 abitanti.

## Storia

### Czarnoczin
Il Capoluogo comunale è uno dei più antichi villaggi della Polonia. Menzionato all'inizio del XII secolo come borgo principesco e cavalleresco, nel 1223 il Duca di Masovia Corrado I Mazowiecki lo attribuisce in feudo al Vescovo prussiano Cristiano di Oliwa (in polacco Christian z Oliwy), fondatore dell'Ordine Cavalleresco di Dobrzyń. Nel 1289 sotto il principato di Wisław Vescovo di Włocławek, dipendente dall'Arcivescovo di Gniezno Jakub Świnka, il villaggio fu elevato a Parrocchia e venne costruita una Chiesa Parrocchiale in legno, scomparsa nel 1712 a causa di un incendio.
Nel 1797 il borgo divenne di proprietà del governo, che lo ha affittato a privati. Questo tipo di locazione terriera, è resistita fino al 1º aprile 1921, quando l'allora governo polacco ha ceduto grandi parti delle proprietà ai privati, mantenendo il possesso solo di alcuni fabbricati agricoli.

### Dalków
Dalków è una frazione del Comune rurale di Czarnoczin. L'esistenza del villaggio di Dalków è testimoniata fin dalla prima metà del XIV secolo, quando sotto l'Arcivescovo Jarosław Bogoria Skotnicki risulta essere un borgo appartenente alla Parrocchia di Czarnoczin e alla decima di Niesułków. Fino al 1530 risultava esserci sui terreni dei borghi di Dalków, Wiskitna e Kurowice un canone di affitto annuale pari a 4,50 Groszy, a beneficio dei Konarskiego, una famiglia di agricoltori.

## Monumenti
Unico monumento rilevante del Comune rurale, è la Chiesa Parrocchiale dedicata all'Assunzione della Beata Vergine Maria, situata in Czarnoczin, capoluogo comunale. Edificata a partire dal 1880 e consacrata il 5 maggio 1891 dall'Arcivescovo di Włocławek Aleksander Kazimierz Bereśniewicz, nel 1905 fu ristrutturata ed ampliata con l'aggiunta della sacrestia, del campanile e di una torre.

## Cultura

### Fiera di Czarnocin
Ogni anno il giorno di Ferragosto ricade la ricorrenza religiosa dell'Assunzione della Beata Vergine Maria, patrona del comune, in onore alla quale viene allestita una manifestazione fieristica per le vie del centro del piccolo paese, con forte connotazione di tradizioni contadine locali.